# Colossal Cave Adventure
Colossal Cave Adventure (inne tytuły to Adventure, Colossal Cave lub Advent) – tekstowa gra przygodowa napisana przez Willa Crowthera w 1972 na mainframe PDP-10 firmy DEC. Dotarła do szerszej publiczności w 1976 dzięki Donowi Woodsowi, który ją rozbudował. Istotna dla historii gier komputerowych – jako pierwsza tekstowa gra przygodowa i gra z gatunku fikcji interaktywnej wprowadziła takie elementy typowe dla gatunku, jak poruszanie się komendami tekstowymi pochodzącymi od stron świata czy dwuwyrazowe komendy składające się z czasownika i rzeczownika (np.  „podnieś topór”, „zabij smoka”).

## Historia

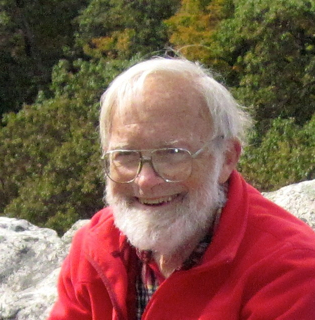
Will Crowther (jesień 2002 rok)

Will Crowther był programistą w bostońskiej firmie Bolt, Beranek, and Newman, gdzie zajmował się programowaniem routerów używanych w ARPAnecie. Jako zapalony alpinista jaskiniowy postanowił stworzyć jako prezent dla swoich córek komputerową symulację jaskiń, w których się wspinał. Wzorował się przy tym także na sesjach gry fabularnej Dungeons & Dragons, w których brał udział. Pierwszym tytułem gry było ADVENT, gdyż system plików PDP-10 obsługiwał maksymalnie sześcioliterowe nazwy plików. Pierwotna wersja składała się z około 1400 linii kodu w języku Fortran, z czego połowę stanowiły dane. Ta wersja zawierała 78 lokacji i 193 słowa kluczowe, z których można było składać komendy.
Wersja oryginalna była symulacją części Jaskini Mamuciej z dodanymi elementami fantastycznymi. Po miesiącu prac Crowther umieścił ją w ARPAnecie, gdzie zauważył ją Don Woods, programista pracujący w Laboratorium Sztucznej Inteligencji Uniwersytetu Stanforda, który, za zgodą autora, zdebugował ją, rozbudował i opublikował w sieci akademickiej. Rozbudowana wersja zawierała więcej elementów high fantasy, inspirowanych prozą Tolkiena, i zwiększyła liczbę lokacji do 140, a słów kluczowych do 293.

## Rozgrywka

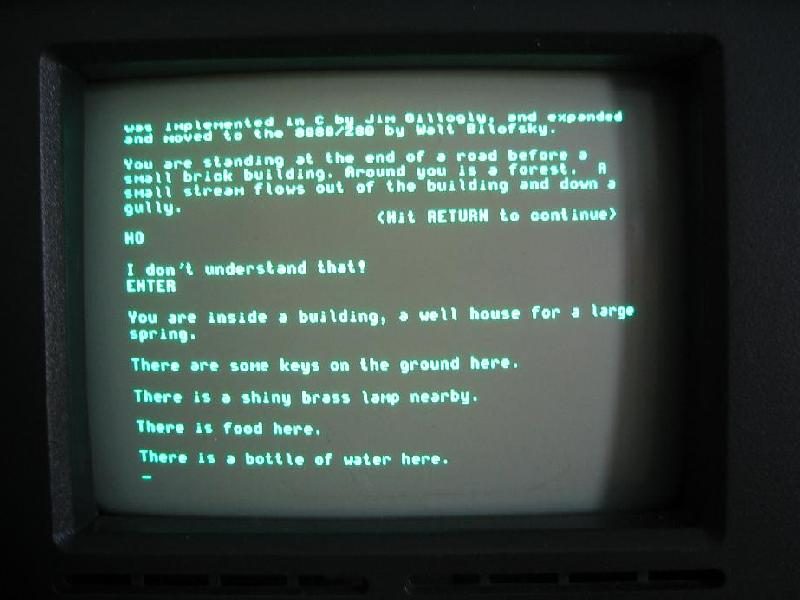
Początek gry Adventure dla komputera Osborne II (1983 rok)

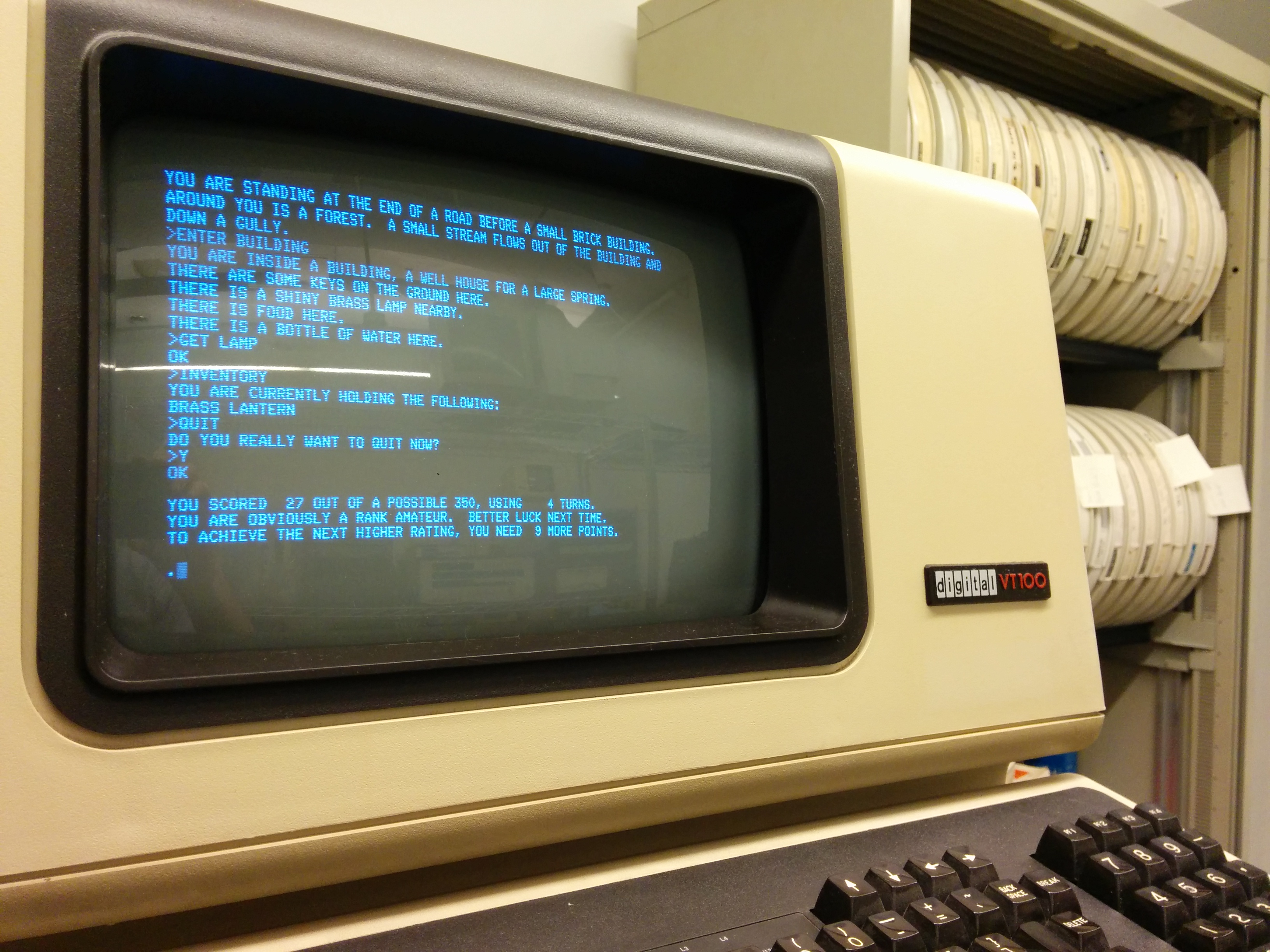
Początek gry Adventure uruchomionej na minikomputerze PDP-11 przez terminal VT100

Rozgrywka polega na przemierzaniu niebezpiecznej jaskini, w której mają być ukryte rozmaite bogactwa. Gracz porusza się po świecie i wykonuje różne akcje za pomocą jedno- i dwuwyrazowych komend. W oryginalnej wersji długość wyrazu ograniczona była do pięciu znaków, co powodowało problemy z odróżnianiem poleceń takich, jak np. north (ang. północ) i northeast (ang. północny wschód). Gra przekazuje za pomocą tekstu, co postać widzi i czym zaskutkowały jej działania.
Przykładowo postać na początku gry znajduje się w lesie, przed ceglanym młynem. Może do niego wejść i zabrać kilka przedmiotów przydatnych w dalszej drodze: klucze, lampę, butelkę wody i jedzenie:
```
You are standing at the end of a road before a small brick
building.  Around you is a forest.  A small stream flows out
of the building and down a gully.

> enter building

You are inside a building, a well house for a large spring.
There are some keys on the ground here.
There is a shiny brass lamp nearby.
There is tasty food here.
There is a bottle of water here.

> eat food

Thank you.  It was delicious!

```

## Odbiór
Na początku 1977 roku Adventure stało się znane w środowisku akademickim. Na Massachusetts Institute of Technology powstały wyliczenia mówiące, że próby przejścia gry, zakończone sukcesem pod koniec maja 1977 roku, opóźniły rozwój informatyki o dwa tygodnie.
Gra zapoczątkowała popularność tytułów z gatunku interaktywnej fikcji w latach 70., kiedy to komputery zazwyczaj nie miały możliwości wyświetlania grafiki. Zainspirowani Adventure studenci MIT: Dave Lebling, Marc Blank, Albert Vezza i Joel Berez założyli firmę Infocom, największą w historii firmę produkującą gry tego typu, z których pierwszą był Zork.
Założyciele firmy Sierra Entertainment, Ken i Roberta Williams, mieli zagrać w Adventure i zdecydować się założyć własną firmę produkującą tego typu gry, ale z grafiką. Kod występujący w Adventure, xyzzy, jest stosowany jako easter egg w wielu współczesnych tytułach, takich jak Deus Ex, Diablo II, czy też starszych wersjach Sapera dla systemu Microsoft Windows.